# Arnstadt
Arnstadt är en stad i Ilm-Kreis i det tyska förbundslandet Thüringen i floden Geras dalgång cirka 20 km söder om Erfurt.

## Vänorter
- Dubí, Tjeckien
- Gurk, Österrike
- Kassel, Tyskland
- Le Bouscat, Frankrike